# Neotabuda nigra
Neotabuda nigra är en tvåvingeart som först beskrevs av Krober 1912.  Neotabuda nigra ingår i släktet Neotabuda och familjen stilettflugor. Inga underarter finns listade i Catalogue of Life.